# Hans Matzenauer
Hans Matzenauer (* 20. Oktober 1933 in Wien) ist ein ehemaliger österreichischer Politiker (SPÖ) und Stadtschulratspräsident. Matzenauer war zwischen 1977 und 1983 Mitglied des Bundesrates und von 1983 bis 1992 Abgeordneter zum Österreichischen Nationalrat.

## Ausbildung und Beruf
Matzenauer absolvierte nach dem Besuch der Pflichtschule zwischen 1948 und 1953 die Bundeslehrerbildungsanstalt und studierte danach vier Semester Publizistik. Er war von 1953 bis 1964 Lehrer an Volks- und Hauptschulen in Wien und arbeitete von 1964 bis 1966 als Pädagogischer Sekretär der Österreichischen Kinderfreunde. 1966 stieg er zum Bundessekretär der Kinderfreunde auf, bevor er 1980 Amtsführender Präsident des Stadtschulrates für Wien wurde. Matzenauer blieb bis 1992 in dieser Funktion. Er wurde 1983 zum Professor und 1992 zum Hofrat ernannt. Am 1. Juni 2007 wurde ihm das Ehrendoktorat der City University of New York verliehen.

## Politik
Matzenauer arbeitete in verschiedenen Kultur- und Erziehungsorganisationen und wirkte von 1967 bis 1980 als Präsident der Sozialistischen Erziehungsinternationale. Zwischen 1981 und 1993 war er Bundesvorsitzender des Sozialistischen Lehrervereines Österreichs, ab 1992 Vizepräsident der Österreichischen UNESCO-Kommission. Zudem war er Vorsitzender der Hörer- und Sehervertretung beim ORF, Vorsitzender der Österreichischen Kinderfreunde und Vorsitzender der Österreichisch-Amerikanischen Schul- und Bildungskooperation. Matzenauer war vom 28. März 1977 bis zum 9. Jänner 1983 Mitglied des Bundesrates und vom 11. Jänner 1983 bis zum 31. Oktober 1992 Abgeordneter zum Nationalrat. Im Nationalrat hatte Matzenauer von 1983 bis 1992 die Funktion des SPÖ-Schulsprechers inne.

## Auszeichnungen
- 1986: Großes Goldenes Ehrenzeichen für Verdienste um die Republik Österreich[1]
- 1995: Viktor-Adler-Plakette
- 1999: Bürger der Stadt Wien
- Großes Silbernes Ehrenzeichen für Verdienste um das Land Wien
- Orden Palmes Academiques
- Gregoriusorden